# José Juan Hernández
José Juan Hernández Ibáñez (Tampico, Tamaulipas México 27 de diciembre de 1968) es un exfutbolista mexicano que jugaba de defensa central.

## Trayectoria
Debuta con el Club Monterrey en la 91-92 y desde entonces ha jugado para el Atlante, Puebla FC, Atlético Celaya y desde el invierno 98 está con el Pachuca siendo un jugador regular en la defensa del cuadro hidalguense; obtiene el Balón de Oro como el mejor novato en la temporada 1992-9

## Clubes
| Club                   | País           | Año       | Partidos | Goles |
| ---------------------- | -------------- | --------- | -------- | ----- |
| Club Monterrey         | México         | 1991-1995 | 72       | 1     |
| Club Atlante           | México         | 1995-1996 | 17       | 1     |
| Puebla Fútbol Club     | México         | 1996-1997 | 28       | 1     |
| Atlético Celaya        | México         | 1997-1998 | 19       | 0     |
| Club de Fútbol Pachuca | México         | 1998-2000 | 54       | 1     |
| El Paso Patriots       | Estados Unidos | 2000-2001 | 14       | 0     |
| Club de Fútbol Pachuca | México         | 2001-2002 | 20       | 0     |
| Club León              | México         | 2003      | 10       | 0     |
| Querétaro Fútbol Club  | México         | 2004      | 8        | 0     |

## Estadísticas

### Resumen estadístico
| Competencia                | Partidos | Goles |
| -------------------------- | -------- | ----- |
| Primera División de México | 218      | 4     |
| Liga de Ascenso de México  | 10       | 0     |
| A- League                  | 14       | 0     |
| Total                      | 242      | 4     |